# Nectanebo I
Nectanebo I (... – 362 a.C.) è stato un faraone della XXX dinastia egizia.

## Biografia

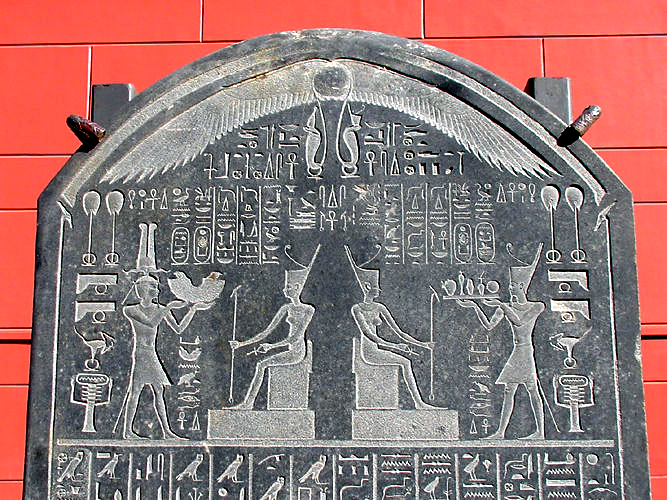
Sommità di una stele recanti i cartigli di Nectanebo I.

Principe della città di Sebennito giunse al trono spodestando, dopo pochi mesi di regno Neferite II, ultimo sovrano della XXIX dinastia.

La sua ascesa al trono fu appoggiata dai collegi sacerdotali che ricevettero in cambio sia beni che il riconoscimento di antichi privilegi; il tempio di Sais, ad esempio, ebbe il diritto a ricevere la maggior parte delle tasse sul commercio provenienti dal grande emporio commerciale di Naucrati.
Il problema della difesa dell'Egitto portò Nectanebo a stipulare un'alleanza con la città greca di Atene da cui ricevette un esercito di mercenari comandati dallo stratego Cabria.
 Nel 373 a.C. il Gran Re Artaserse II, dopo essere riuscito a costringere Atene a ritirare il suo appoggio, lanciò contro l'Egitto un esercito guidato dal satrapo Farnabazo e dal generale greco Ificrate. Solo una piena del Nilo di inaspettata entità salvò l'Egitto dalla conquista.

A ciò seguirono anni di relativa pace, essendo il sovrano persiano occupato dalle rivolte dei suoi satrapi che spesso ricevettero aiuto finanziario da Nectanebo.
Tracce dell'attività edilizia di questo sovrano sono rilevabili in molte località dell'Egitto tra cui l'oasi di el-Kharga e l'isola di File.
| Nome Horo | Sesto Africano | Altri nomi  |
| Tema-a    | Nectanebes     | Nectanebo I |

## Titolatura
| G5 |

| G5 |

| V13 | U2 | D36 |

| V13 | U2 | D36 |

| V13 | U2 | D36 |

| V13 | U2 | D36 |

| V13 | U2 | D36 |

| V13 | U2 | D36 |

| V13 | U2 | D36 |

| V13 | U2 | D36 |

| G16 |

| G16 |

| S29 | Y5 · Aa1 | N19 |

| S29 | Y5 · Aa1 | N19 |

| G8 |

| G8 |

| D4 | Z1 | R8 | Z1 | R8 | Z1 | R8 | U6 |

| D4 | Z1 | R8 | Z1 | R8 | Z1 | R8 | U6 |

| M23 · X1 | L2 · X1 |

| M23 · X1 | L2 · X1 |

| N5 | L1 | D28 |

| N5 | L1 | D28 |

| N5 | L1 | D28 |

| N5 | L1 | D28 |

| N5 | L1 | D28 |

| N5 | L1 | D28 |

| N5 | L1 | D28 |

| N5 | L1 | D28 |

| G39 | N5 |

| G39 | N5 |

| n · M3 | Aa1 · t | D40 · V30 | f |

| n · M3 | Aa1 · t | D40 · V30 | f |

| n · M3 | Aa1 · t | D40 · V30 | f |

| n · M3 | Aa1 · t | D40 · V30 | f |

| n · M3 | Aa1 · t | D40 · V30 | f |

| n · M3 | Aa1 · t | D40 · V30 | f |

| n · M3 | Aa1 · t | D40 · V30 | f |

| n · M3 | Aa1 · t | D40 · V30 | f |